# Marcilhan
Marcilhan (en francès Marseillan) és un comú occità, del Llenguadoc, situat administrativament al departament francès de l'Erau a la regió d'Occitània. L'any 2006 tenia 7.734 habitants.

## Agermanament
- Cabdet, Espanya